# Viktor Keldorfer

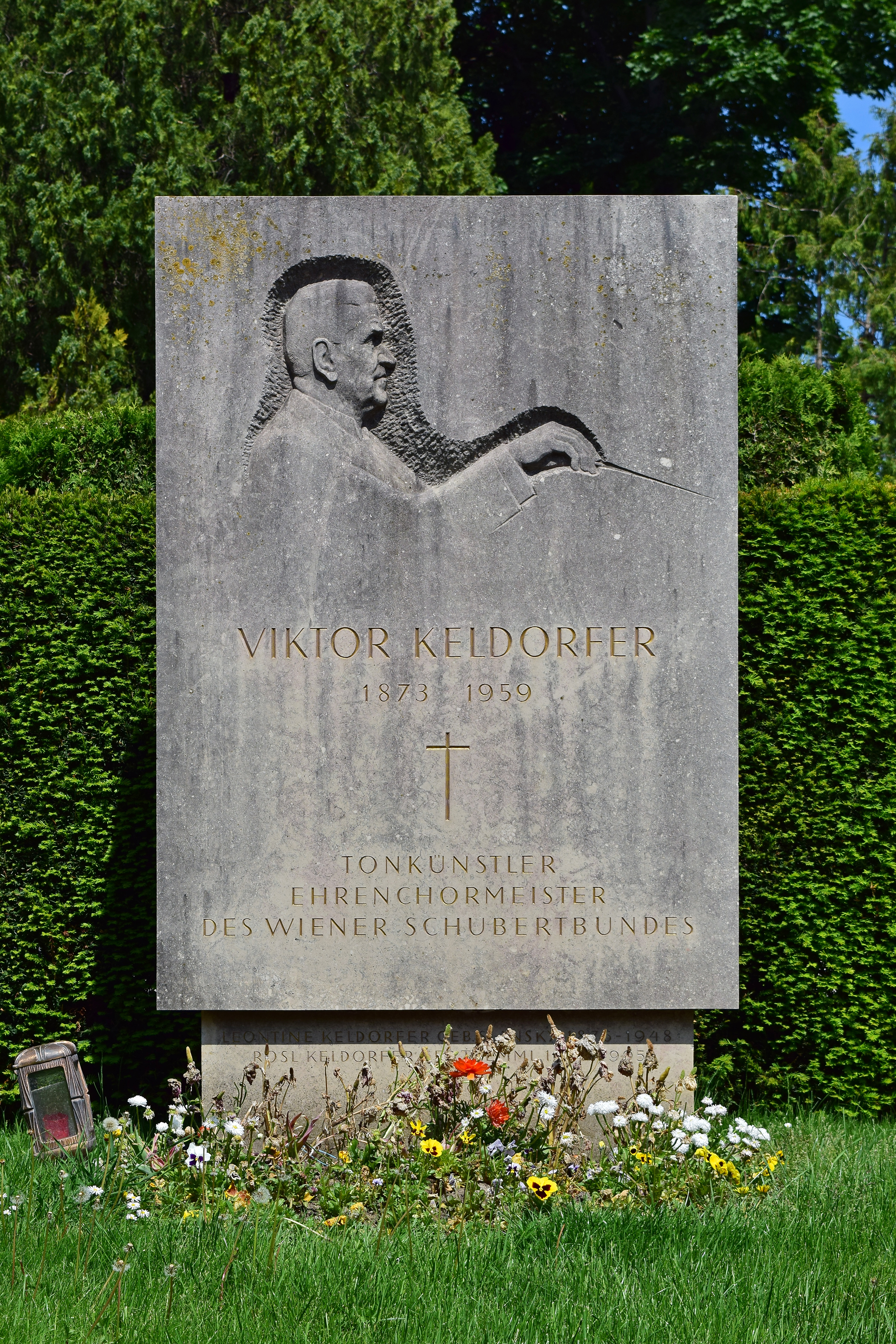
Ehrengrab für Viktor Keldorfer

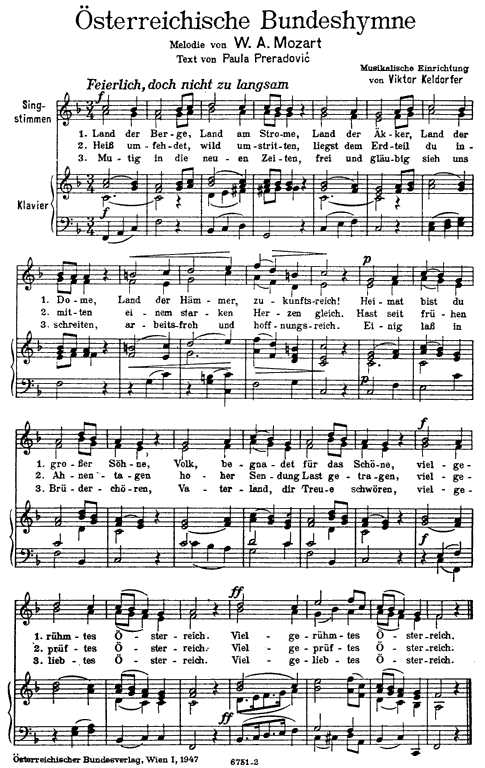
Satz: Viktor Keldorfer

Viktor Keldorfer (* 14. April 1873 in Salzburg; † 28. Jänner 1959 in Wien) war ein österreichischer Chordirigent, Komponist und der Vater von Robert Keldorfer.

## Biographie
Keldorfer absolvierte in seiner Heimatstadt ein Studium an der Lehrerbildungsanstalt und am Mozarteum. 1892 ging er nach Wien und war von 1902 bis 1921 der Direktor des Wiener Männergesang-Vereins und ab 1910 auch dessen Chormeister. Beim Wiener Schubertbund war er von 1922 bis 1938 und von 1945 bis 1952 Chormeister; von 1938 bis 1945 hatte er ein Arbeitsverbot.
1928 dirigierte er beim 10. Deutschen Sängerbundesfest im Wiener Prater Chorvereinigungen von mehreren Zigtausend Sängern zugleich.
Keldorfer war ein Gründungsmitglied der Gesellschaft der Autoren, Komponisten und Musikverleger und ab 1921 auch deren Direktor.
1946 wurde er beauftragt, für die Bundeshymne Österreichs (komponiert vermutlich von Paul Wranitzky) den Klavier- und Chorsatz zu erstellen, wobei Keldorfer noch irrig davon ausging, die Melodie sei von Wolfgang Amadeus Mozart komponiert.
Viktor Keldorfer ist in einem Ehrengrab auf dem Wiener Zentralfriedhof (Gruppe 14C, Nummer 19) beigesetzt.

## Auszeichnungen
- Berufstitel Professor (1923)[3]
- Ehrenring der Stadt Wien
- Ehrenbürger von Salzburg
- Ehrenmitglied der Universität Wien
- Noch im Sterbejahr wurde im zehnten Wiener Gemeindebezirk, Favoriten, die Keldorfergasse nach dem Chorkomponisten benannt.